# Дифеза (Салерно)
Дифеза је насеље у Италији у округу Салерно, региону Кампанија.
Према процени из 2011. у насељу је живело 111 становника. Насеље се налази на надморској висини од 129 м.